# Stefania Belmondo

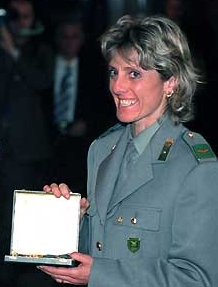
Stefania Belmondo

Stefania Belmondo (Vinadio, 13 januari 1969) is een voormalig Italiaanse langlaufster.
Belmondo begon haar actieve sportleven toen ze slechts drie jaar oud was. Ze begon als skiester op de bergen in Piëmont, maar stapte al snel over naar het langlaufen. Haar debuut op een wereldkampioenschap langlaufen maakte ze in 1986. Het jaar daaropvolgend werd ze definitief opgenomen in de Italiaanse selectie en nam ze deel aan de Olympische Winterspelen 1988 in Calgary. In 1989 volgde haar definitieve doorbraak nadat ze in Salt Lake City een World Cup-wedstrijd wist te winnen en later dat seizoen als tweede eindigde in de wereldbekerstand.
Belmondo won tijdens het wk in 1991 een bronzen medaille op de 15 km en een zilveren op de 4×5 km estafette. De Olympische Winterspelen 1992 in Albertville leverden haar haar eerste gouden medaille op, ze won de wedstrijd over 30 kilometer. Een jaar later won ze op het WK goud op zowel de 10 kilometer als de 30 kilometer. Een zeer vervelende blessure aan haar rechter grote teen zorgde er vervolgens voor dat ze een jaar lang ploeterde en nauwelijks tot noemenswaardige prestaties kwam.
Na een tweede operatie raakte ze fit genoeg om aan de Olympische Winterspelen 1994 deel te nemen in Lillehammer. Daar behaalde ze echter teleurstellend slechts twee bronzen medailles en adviseerden de doktoren haar te stoppen met haar carrière.
Ze gaf geen gehoor aan de adviezen en besloot door te gaan met haar loopbaan. In het seizoen 1996/97 was Belmondo terug aan de top en had ze alleen de Russin Jelena Välbe voor zich. Ze behaalde vier zilveren medailles op het WK, allen achter Välbe. Tijdens de Olympische Winterspelen 1998 in Nagano won ze met de estafetteploeg een bronzen medaille en individueel was ze goed voor een zilveren plak op de 30 kilometer. Tijdens de WK 1999 won ze eindelijk weer eens goud, tweemaal en ze voegde er een zilveren medaille aan toe.
Ze sloot haar carrière af na de Olympische Winterspelen 2002 in Salt Lake City, waar ze verrassend de gouden medaille op de 15 kilometer veroverde. Later voegde ze daar nog een zilveren aan toe van de 30 kilometer. In datzelfde jaar eindigde ze als derde in de World Cup-stand.
Bovenstaande prestaties maakten het voor Stefania Belmondo mogelijk om tijdens de openingsceremonie van de Olympische Winterspelen 2006 in eigen land als laatste de Olympische vlam in handen te krijgen. Niet lang daarna ontstak ze op spectaculaire wijze het vuur.